# Charles Firth
Charles Harding Firth (16 mars 1857 - 19 février 1936) est un historien britannique. Il est l'un des fondateurs de l'Association historique en 1906 .

## Carrière
Né à Sheffield, Firth fait ses études au Clifton College  et au Balliol College d'Oxford. À l'université, il reçoit le prix Stanhope pour un essai sur Richard Wellesley (1er marquis de Wellesley) en 1877 et est membre de la Stubbs Society pour les historiens de haut niveau. Il devient maître de conférences au Pembroke College en 1887 et membre du All Souls College en 1901. Il est le maître de conférences de Ford en histoire anglaise en 1900, est élu FBA en 1903 et devient professeur Regius d'histoire moderne à Oxford, succédant à Frederick York Powell en 1904. Le travail historique de Firth est presque entièrement confiné à l'histoire anglaise à l'époque de la guerre civile anglaise et du Commonwealth ; et bien qu'il soit quelque peu éclipsé par Samuel Rawson Gardiner, qui écrit sur la même période, ses livres étaient très appréciés.

## Enseignement
Firth est un grand ami et allié de Thomas Tout, qui professionnalise le programme de premier cycle en histoire de l'Université de Manchester, notamment en introduisant un élément clé d'étude individuelle des sources originales et de production d'une thèse. Les tentatives de Firth de faire de même à Oxford le mettent en conflit avec les membres du collège, qui ont peu d'expertise en recherche et ne voient aucune raison pour que leurs étudiants de premier cycle soient amenés à acquérir de telles compétences, compte tenu de leurs carrières probables. Ils considèrent Firth comme un ambitieux au sein du corps professoral universitaire. Firth échoue, mais le XXe siècle voit les universités suivre son chemin et celui de Tout .
Il est élu membre de l'American Antiquarian Society en 1892 . Il est président de la Royal Historical Society de 1913 à 1917.

## Travaux
- Vie du duc de Newcastle (1886)
- L'Écosse et le Commonwealth (1895)
- L'Écosse et le protectorat (1899)
- Récit du général Venables (1900)
- Oliver Cromwell et la règle des puritains en Angleterre (1900)
- Cromwell's Army: A History of the English Soldier during the Civil Wars, the Commonwealth and the Protectorate (1902) (publication des conférences Ford de Firth données à Oxford, 1900-1901)
- L'édition standard des Mémoires de Ludlow (1894).

Il édite également les Clarke Papers (1891–1901) et les Mémoires du colonel Hutchinson de Mme Hutchinson (1885), et écrit une introduction aux Stuart Tracts, 1603–1693 (1903), en plus de contributions au Dictionary of National Biography. En 1909, il publie Les Dernières années du protectorat.
Godfrey Davies (en), qui a été l'étudiant de Firth puis son assistant de recherche à Oxford entre 1910 et 1925, édite et publie les travaux publiés à titre posthume de Firth.